# Краснощокове (зупинний пункт)
Краснощо́кове — пасажирський залізничний зупинний пункт Дніпровської дирекції Придніпровської залізниці на електрифікованій лінії Синельникове II — Чаплине між станціями Улянівка (9 км) та Чаплине (8 км). Розташований поблизу села Краснощокове Синельниківського району Дніпропетровської області.

## Пасажирське сполучення
На платформі Краснощокове зупиняються приміські електропоїзди Синельниківського та Чаплинського напрямків.